# JClic
JClic es un entorno para la creación, realización y evaluación de actividades educativas multimedia, desarrollado en el lenguaje de programación Java. Es una aplicación de software libre basada en estándares abiertos que funciona en diversos entornos operativos: GNU/Linux, Mac OS X, Windows y Solaris.

## Características
El proyecto JClic es una evolución del programa Clic 3.0, una herramienta para la creación de aplicaciones didácticas multimedia con más de 10 años de historia. A lo largo de este tiempo han sido muchos los educadores y educadoras que lo han utilizado para crear actividades interactivas donde se trabajan aspectos procedimentales como diversas áreas del currículo, desde educación infantil hasta educación secundaria.
Los objetivos perseguidos al iniciar el proyecto serían:
- Hacer que la gente haga juegos y se pueda divertir
- Hacer posible el uso de aplicaciones educativas multimedia "en línea", directamente desde Internet.
- Mantener la compatibilidad con las aplicaciones Clic 3.0 existentes.
- Hacer posible su uso en diversas plataformas y sistemas operativos, como Windows, GNU/Linux, Solaris o Mac OS X.
- Utilizar un formato estándar y abierto para el almacenaje de los datos, con el fin de hacerlas transparentes a otras aplicaciones y facilitar su integración en bases de datos de recursos.
- Ampliar el ámbito de cooperación e intercambio de materiales entre escuelas y educadores de diferentes países y culturas, facilitando la traducción y adaptación tanto del programa como de las actividades creadas.
- Recoger las sugerencias de mejoras y ampliaciones que los usuarios han ido enviando.
- Hacer posible que el programa pueda ir ampliándose a partir del trabajo cooperativo entre diversos equipos de programación.

Crear un entorno de creación de actividades más potente, sencillo e intuitivo, adaptándolo a las características de los actuales entornos gráficos de usuario.
La herramienta de programación escogida ha sido Java, y el formato para almacenar los datos de las actividades es XML.

## Componentes
- JClic applet es un applet que permite incrustar las actividades JClic en una página web.

- JClic player, un programa independiente que una vez instalado permite realizar las actividades desde el disco duro del ordenador (o desde la red) sin que sea necesario estar conectado a internet.

- JClic author, una herramienta de autor que permite crear, editar y publicar las actividades de una manera más sencilla, visual e intuitiva.

- JClic reports, un módulo de recogida de datos y generación de informes sobre los resultados de las actividades hechas por los alumnos.

El primer módulo (applet) se descarga automáticamente la primera vez que se visita alguna página que contenga un proyecto JClic incrustado. Los otros tres se pueden instalar en el ordenador mediante Java WebStart desde la página de descargas.

## Actividades
Estas son algunas de las actividades que se puede realizar con Jclic Author.
·        Asociación compleja 
·        Asociación simple
·        Juego de Memoria
·        Actividad de Exploración 
·        Actividad de identificación
·        Pantalla de información
·        Puzle doble
·        Puzle de intercambio 
·        Puzle de agujero
·        Texto: completar textos
·        Texto: rellenar agujeros
·        Texto: identificar elementos 
·        Texto: ordenar elementos
·        Respuesta escrita
·        Crucigrama
·        Sopa de Letras

## Compatibilidad y nuevas posibilidades
El desarrollo del JClic se ha hecho intentando respetar al máximo la compatibilidad con el programa Clic 3.0, de manera que los paquetes de actividades existentes puedan ser automáticamente reconocidos por la nueva plataforma.
Estas son algunas de las novedades del JClic con respecto a Clic 3.0:
- Uso de entornos gráficos de usuario ("skins") personalizables, que contienen los botones y el resto de elementos gráficos que enmarcan las actividades.
- Uso de gráficos BMP, GIF, JPG y PNG.
- Incorporación de recursos multimedia en formato WAV, MP3, AVI, MPEG, QuickTime y Flash 2.0, entre otros, así como de Gif animados y con transparencia.
- Sonidos de eventos (hacer clic, relacionar, completar, acertar, fallar...) configurables para cada actividad o proyecto.
- Generadores de formas ("shapers") que controlan el aspecto de las casillas de las actividades: con JClic ya no es necesario que sean siempre rectangulares.
- Mejoras visuales: posibilidad de escribir código HTML en las casillas, incrustación de fuentes "TrueType", texto con estilos, uso de gradientes y colores semitransparentes ...
- Nuevas características de las actividades: tiempo máximo, número máximo de intentos, orden de resolución, actividades de memoria con dos bloques de contenido, etc.

Se pueden ver estas características en funcionamiento en el paquete de actividades de demostración de JClic.

## Arquitectura abierta
Tiene una arquitectura abierta que permite ampliar o adaptar sus funcionalidades en diversos aspectos. Se pueden crear nuevos módulos Java que extiendan el funcionamiento del programa en:
- Nuevos tipos de actividades, extendiendo la clase abstracta "Activity".
- Sistemas de creación automática de contenidos, a partir de la clase abstracta "AutoContentProvider" (en estos momentos la única implementación de esta clase es el módulo "Arith").
- Entornos gráficos de usuario, extendiendo la clase "Skin" o suministrando nuevos esquemas XML a "BasicSkin".
- Motores primarios de ejecución de actividades, extendiendo "ActivityContainer".
- Generadores de recortes y formas, extendiendo la clase abstracta "Shaper".
- Sistemas de informes, extendiendo la clase "Reporter".

Es un proyecto de software libre que el Departamento de Educación de la Generalidad de Cataluña pone a disposición de la comunidad bajo los términos de la Licencia Pública General de GNU (GPL). Eso permite utilizarlo, distribuirlo y modificarlo libremente siempre que se respeten determinadas condiciones, entre las que cabe destacar el reconocimiento de autoría y la persistencia de la licencia GPL en cualquier obra derivada. El código fuente de JClic está disponible en la plataforma de desarrollo.

## Formatos de datos
Los datos de JClic se almacenan en formato XML. Eso permite su integración en bancos de recursos de estructura compleja, así como la reutilización de los proyectos JClic en otras aplicaciones.
JClic trabaja con dos tipos de archivos:

### Extensión .jclic
Son documentos XML que contienen la descripción completa de un proyecto JClic. La estructura de estos documentos está descrita en el esquema XML jclic.xsd. El elemento raíz de los documentos jclic tiene el nombre <JClicProject> y contiene cuatro elementos principales:
- <Settings>, información sobre los autor/es del proyecto, descriptores temáticos, revisiones, etc.
- <Activities>, contiene elementos del tipo <activity> que definen el funcionamiento y las características propias de cada actividad.
- <Sequence>, describe la orden en que se tienen que presentar las actividades y el comportamiento de los botones de avanzar y retroceder.
- <MediaBag>, relación del nombre y la ubicación de todos los ingredientes necesarios para ejecutar las actividades: imágenes, sonidos, video, MIDI, fuentes TTF, etc.

### Extensión .jclic.zip
Son archivos ZIP estándar que contienen un único documento .jclic y algunos o todos los ingredientes (imágenes, archivos multimedia, etc.) necesarios para ejecutar las actividades. El uso de este formado permite encapsular un proyecto en un único fichero. Además de estos dos formatos, JClic es capaz también de importar los ficheros PAC y PCC de Clic 3.0.

## Internacionalización
Todos los textos y mensajes de JClic se encuentran en ficheros externos, con el fin de simplificar su traducción a otros idiomas. Tanto los textos del programa como los de las actividades se encuentran en formato Unicode. Eso permite utilizarlo con alfabetos y sistemas de escritura no occidentales. El programa soporta también la representación y escritura bidireccional (derecha-izquierda o izquierda-derecha) cuándo el idioma utilizado así lo requiera.
El proyecto de desarrollo está abierto a la participación de todos los que quieran elaborar traducciones del programa a otros idiomas. Actualmente se ha añadido el programa a la plataforma de traducción de software libre Launchpad.

## Donde encontrarlo
En el sitio web oficial de Jclic.
Y en las siguientes distribuciones educativas de Linux:
1. En la distribución Huayra, en sus versiones de nivel secundario y primario.
2. En la distribución GALPon MiniNo PícarOS Diego.